# Katanuki

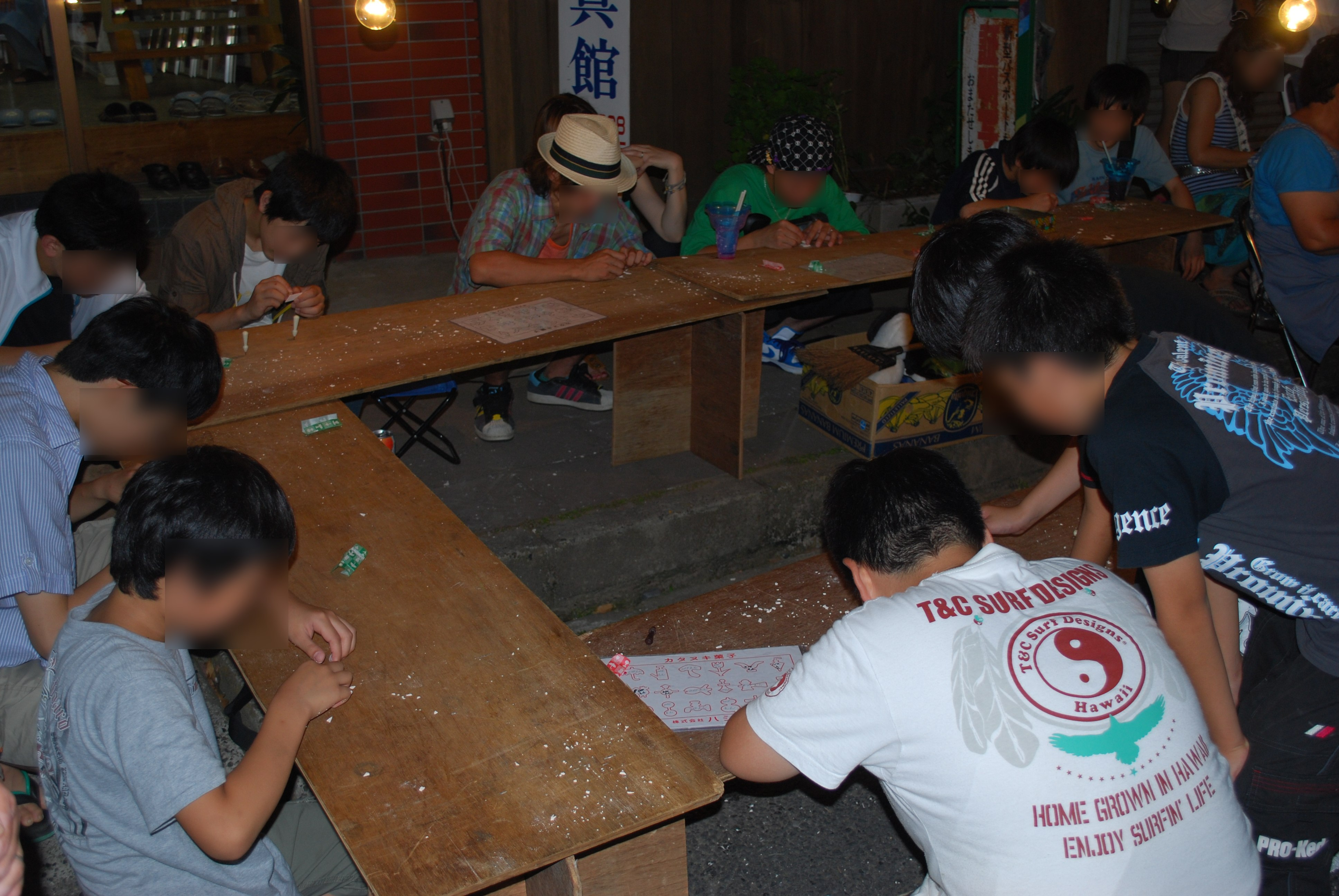
Ragazzini praticano il katanuki

Katanuki (カタヌキ o 型抜き?)  (ritaglio in italiano) è un'attività comune durante le festività giapponesi in cui un pezzo di pasta di zucchero, realizzato con farina di grano, zucchero e amido, è scolpito con un aghetto o coltellino per ritagliare la forma di un animale, di una stella, di un petalo di ciliegio o altro. Chi meglio scolpisce le figure, tra i partecipanti, riceve un premio.

## Descrizione
Il nome originale del katanuki è katanukigashi (型抜き菓子?), let. caramella da ritagliare, ma è comunemente abbreviato in katanuki (カタヌキ?) o ancor più semplicemente nuki (ヌキ?). Sebbene sia detta caramella da ritagliare, solitamente non viene mangiata.
I katanuki un tempo era alcuni degli oggetti venduti tipicamente dai tekiya, venditori ambulanti, durante gli ennichi (giorni considerati di buon auspicio secondo lo shintoismo, durante i quali spesso avvenivano delle celebrazioni), sebbene oggigiorno questa pratica sia meno comune. I katanuki sono venduti anche in pasticcerie e negozi di dolciumi, ma molto raramente.